# Cattedrali in Turchia
Questa è una lista delle cattedrali della Turchia.

## Cattedrali cattoliche
| Cattedrale                                           | Arcidiocesi o Diocesi | Località      | Dedicazione              | Immagine |
| ---------------------------------------------------- | --------------------- | ------------- | ------------------------ | -------- |
| Cattedrale dell'Annunciazione                        | Anatolia              | Alessandretta | Vergine Maria            |          |
| Cattedrale dello Spirito Santo Saint Esprit Kilisesi | Istanbul              | Istanbul      | Spirito Santo            |          |
| Cattedrale di San Giovanni Saint Yuhanna Kilisesi    | Smirne                | Smirne        | San Giovanni Evangelista |          |
| Concattedrale di Sant'Antonio da Padova              | Anatolia              | Mersin        | Sant'Antonio da Padova   |          |

### Chiesa cattolica armena
| Cattedrale                | Diocesi  | Città    | Dedicazione   | Immagine |
| ------------------------- | -------- | -------- | ------------- | -------- |
| Cattedrale di Santa Maria | Istanbul | Istanbul | Vergine Maria |          |

## Cattedrali ortodosse

### Patriarcato ecumenico di Costantinopoli
| Cattedrale                          | Diocesi                       | Città    | Dedicazione | Immagine |
| ----------------------------------- | ----------------------------- | -------- | ----------- | -------- |
| Cattedrale di San Giorgio Aya Yorgi | Arcidiocesi di Costantinopoli | Istanbul | San Giorgio |          |

### Chiesa apostolica armena
| Cattedrale                          | Diocesi                              | Città    | Dedicazione   | Immagine |
| ----------------------------------- | ------------------------------------ | -------- | ------------- | -------- |
| Cattedrale della Santa Madre di Dio | Patriarcato armeno di Costantinopoli | Istanbul | Vergine Maria |          |